# Bahreini nemzetközi repülőtér
A Bahreini nemzetközi repülőtér (IATA: BAH, ICAO: OBBI) (arabul: مطار البحرين الدولي) Bahrein északkeleti csücskében, az Al Muharraq nevű szigeten helyezkedik el, kb. 7 km-re a főváros, Manáma központjától. A Gulf Air és a Bahrain Air elsődleges közlekedési csomópontja.
2006-ban egy 300 milliós (USD) bővítés és fejlesztés kezdődött, ennek végén többemeletes autóparkoló és üzletközpont épül meg a fő terminál mellett. A bővítés magában foglalja a fő kifutó felújítását, új kerítést, csúcstechnikás biztonsági berendezéseket és egy új repülőgép-parkolót.
A repülőtérnek ötcsillagos besorolása van a Skytrax értékelő rendszerében, huszonkét másik repülőtérrel együtt.

## Története

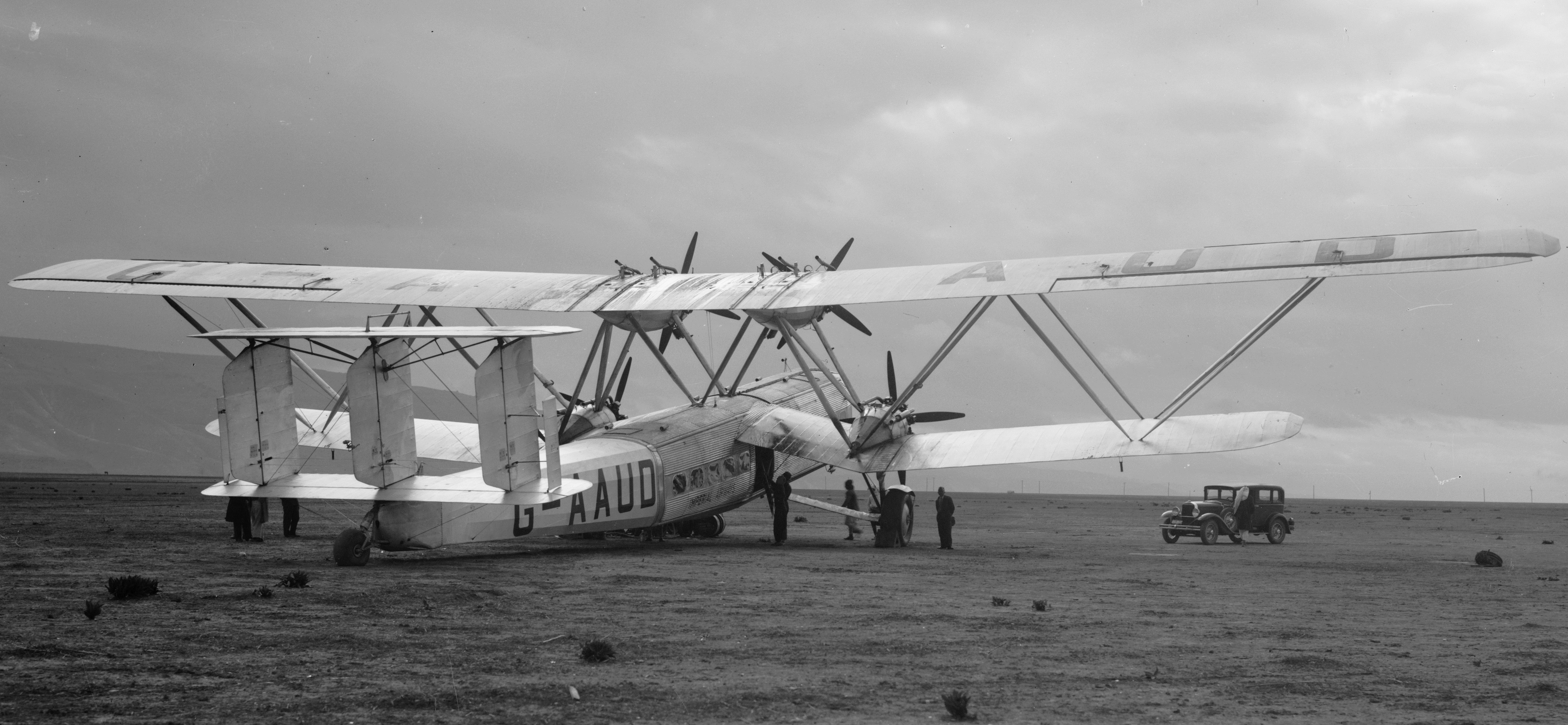
Egy Handley Page H.P.42 repülőgép

Az első menetrend szerinti, kereskedelmi repülőgép 1932-ben érkezett meg a repülőtérre egy London–Delhi között közlekedő Handley Page H.P.42 repülőgép képében (beceneve Hannibal volt). A gépen 24 utas volt, az út Londonból több napig tartott a mintegy 160 km/órás sebesség mellett. Ez a menetrend szerinti szolgáltatás tette a repülőteret a Perzsa-öböl első nemzetközi repülőterévé.
A második világháború alatt a repülőteret az USA Légiereje a Central African Wing repülésirányító-központjának 13-as állomásaként használta. A repülőtér közbenső megállóként szolgált Irán, illetve az Ábádáni repülőtér felé, a Sardzsai nemzetközi repülőtér vagy Omán irányába a Karacsi–Kairó útvonalon.
A második világháború végétől Bahrein függetlenné válásáig (1971 decemberéig) az angol királyi légierő (Royal Air Force) használta, mint katonai repülőteret, ami ekkor RAF Muharraq néven volt ismert. Az akkori létesítmények többségét a függetlenné vált állam Gulf Air légitársasága kapta meg, kisebb részt maradt a US Navy-nél (USA Haditengerészet), mint légitámogató egység (angol rövidítéssel: ASU).

## Fontosabb dátumok

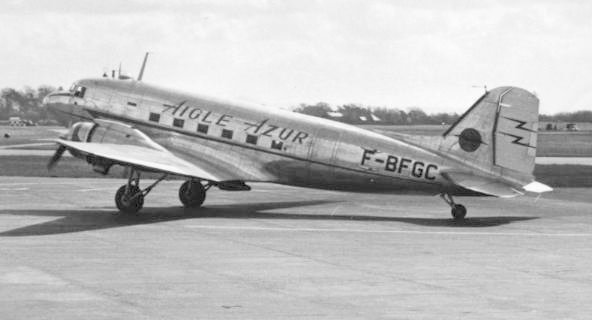
Egy Douglas DC-3-as, egy francia légitársaság színeiben

- 1936: Egy Handley Page H.P.42 repülőgép kétszer egy héten közlekedik London és India között Bahrein érintésével.
- 1937: Hatalmas hidroplánok rendszeres kiszolgálása a mai Mina Salman-i hajósklub helyén.
- Az 1950-es évektől a BOAC heti több járatot közlekedtetett Bahreinen keresztül. Ezek között volt heti járat Karacsiba, Szingapúrba, Hongkongba és heti háromszor Sydney-be.
- 1950 nemcsak fontos mérföldkő a Muharraq-i repülőtér életében, hanem fontos lépés Bahrein kereskedelmi repülésének történetében is. Ebben az évben alakult meg egy új légitársaság, a Gulf Aviation Company (a Gulf Air elődje). A társaságnak kezdetben mindössze egyetlen, használt Anson Mark II gépe volt (ami korábban Az-Zahranba menő utakon szolgált). Két éven belül azonban a flotta négy de Havilland és Douglas DC–3 gépre bővült. Abban az időben ez a repülőtér volt a Perzsa-öböl térségében a legmodernebb és legfejlettebb jó kifutóval, irányító toronnyal, világítással, kommunikációs eszközökkel és éttermekkel felszerelve. A repülőtér vonzóvá vált az olyan légitársaságoknak, mint: Middle East Airlines, Air India, Air Ceylon és az Iran Air. Legtöbbjük DC–3 Dakota gépeket használt.
- 1961 december: új utasterminál nyílik.
- 1970-71: a RAF Muharraq visszaminősítése, majd bezárása.
- 1971 december: új létesítmények megnyitása, köztük egy olyan gépbeálló, ami egyszerre négy Boeing 747 fogadására alkalmas.
- 1976: az első rendszeres szuperszonikus repülés a British Airways Concorde gépével London–Bahrein között.
- 1980–1990 között nagyobb átalakítások a külső megjelenésen. Az összes nagyobb légitársaság indít ide járatokat.
- 1994: egy új 100 milliós (USD) terminál létesül.

## Forgalom
Az utasforgalom az elmúlt években az alábbi módon változott:
| Utasok száma | 5 581 503 | 7 320 039 | 9 053 631 | 8 898 197 | 8 479 266 | 8 102 502 | 8 766 151 | 8 477 331 | 9 578 797 | 6 900 000 |
|              | 2005      | 2007      | 2009      | 2010      | 2012      | 2014      | 2016      | 2017      | 2019      | 2022      |

## Légitársaságok és úticélok
2025-ben a Bahreini nemzetközi repülőtérről az alábbi járatok indulnak (Utoljára frissítve: 2025-04-23):

### Személy
| Légitársaság                    | Célállomások | Refs          |
| ------------------------------- | --- | ------------- |
| Air Arabia                      | Abu-Dzabi, Kairó[forrás?], Sardzsa |               |
| Air India Express               | Delhi, Kannur, Kochi, Kozhikode, Mangalore, Thiruvananthapuram | [ 5 ]         |
| AJet                            | Isztambul–Sabiha Gökçen |               |
| Azerbaijan Airlines             | Baku |               |
| British Airways                 | London–Heathrow | [ 8 ]         |
| EgyptAir                        | Kairó |               |
| Emirates                        | Dubai–International |               |
| Ethiopian Airlines              | Addisz Abeba | [ 9 ]         |
| Etihad Airways                  | Abu-Dzabi |               |
| Flydubai                        | Dubai–International |               |
| Fly Jinnah                      | Islamabad, Lahore | [ 11 ]        |
| Flynas                          | Medina, Rijád |               |
| Gulf Air                        | Abu-Dzabi, Amman–Queen Alia, Athén, Baku, Bangkok–Szuvarnabhumi, Bengaluru, Bodrum, Kairó, Casablanca, Csennai, Colombo–Bandaranaike, Dammam, Delhi, Dhaka, Doha, Dubai–International, Frankfurt, Gassim, Goa–Dabolim, Kuangcsou, Hyderabad, Islamabad, Isztambul, Jeddah, Karachi, Kochi, Kuwait City, Lahore, Lárnaka, London–Gatwick, London–Heathrow, Malé, Manchester, Manila, Medina, Milánó–Malpensa, Moszkva-Domogyedovó, Mumbai, München, Maszkat, Nairobi–Jomo Kenyatta (újrakezdődik 2025 június 2-től), Nedzsef, Párizs-Charles de Gaulle repülőtér, Rijád, Róma–Fiumicino, Sanghaj-Putung, Szingapúr, Tbiliszi, Thiruvananthapuram Szezonális: Alexandria,[forrás?] Al Ula, Genf, Malaga,[forrás?] Mikonosz,[forrás?] Nizza, Rodosz, Salalah,[forrás?] Szantorini,[forrás?] Sarm es-Sejk[forrás?] Szezonális charter: Szarajevo, Tirana,[forrás?] Trabzon[forrás?] |               |
| IndiGo                          | Kochi, Mumbai |               |
| Jazeera Airways                 | Kuwait City |               |
| Kuwait Airways                  | Kuwait City |               |
| Oman Air                        | Maszkat |               |
| Pakistan International Airlines | Lahore, Sialkot |               |
| Pegasus Airlines                | Isztambul–Sabiha Gökçen Szezonális: Trabzon[forrás?] |               |
| Qatar Airways                   | Doha | [ 17 ]        |
| Red Wings Airlines              | Szocsi | [ 39 ]        |
| Royal Jordanian                 | Amman–Queen Alia | [ 40 ]        |
| SalamAir                        | Maszkat, Salalah | [ 41 ]        |
| Saudia                          | Jeddah, Rijád |               |
| Smartwings                      | Szezonális charter: Bratislava,[forrás?] Prága[forrás?] | [ 43 ] [ 44 ] |
| Southwind Airlines              | Szezonális charter: Antalya,[forrás?] Trabzon[forrás?] | [ 45 ]        |
| SunExpress                      | Charter: Antalya, Bursa, Isztambul–Sabiha Gökçen, Trabzon | [ 46 ]        |
| Turkish Airlines                | Isztambul, Trabzon |               |

### Cargo
| Légitársaság           | Célállomások                                                                            |
| ---------------------- | --------------------------------------------------------------------------------------- |
| AeroLogic              | Frankfurt, Lipcse/Halle, Szingapúr                                                      |
| Cargolux               | Luxembourg Jeddah, Kandahar, Karachi, Kuwait City, Lahore, Liège, New York–JFK, Sardzsa |
| Emirates SkyCargo      | Dubai–Al Maktoum                                                                        |
| Lufthansa Cargo        | Frankfurt                                                                               |
| Qatar Airways Cargo    | Doha                                                                                    |
| SpiceXpress            | Delhi                                                                                   |
| Turkish Cargo[forrás?] | Isztambul                                                                               |

## Fordítás
- Ez a szócikk részben vagy egészben  a   Bahrain International Airport című angol Wikipédia-szócikk fordításán alapul.  Az eredeti cikk szerkesztőit annak laptörténete sorolja fel. Ez a jelzés csupán a megfogalmazás eredetét és a szerzői jogokat jelzi, nem szolgál a cikkben szereplő információk forrásmegjelöléseként.